# Cimetière Saint-Vincent
Le cimetière Saint-Vincent est un cimetière parisien situé 6 rue Lucien-Gaulard (18e arrondissement), dans le quartier de Montmartre.

## Accès
Ce site est desservi par la station de métro Lamarck - Caulaincourt.

## Dans la fiction
Le premier volet de la bande dessinée de François Bourgeon Le Sang des cerises se déroule en partie dans et autour du cimetière.

## Historique
Il ouvre le 5 janvier 1831.
C'est un des trois cimetières de Montmartre, avec le cimetière du Calvaire, à côté de l'église Saint-Pierre de Montmartre, et le cimetière du Nord, couramment appelé « cimetière de Montmartre ».

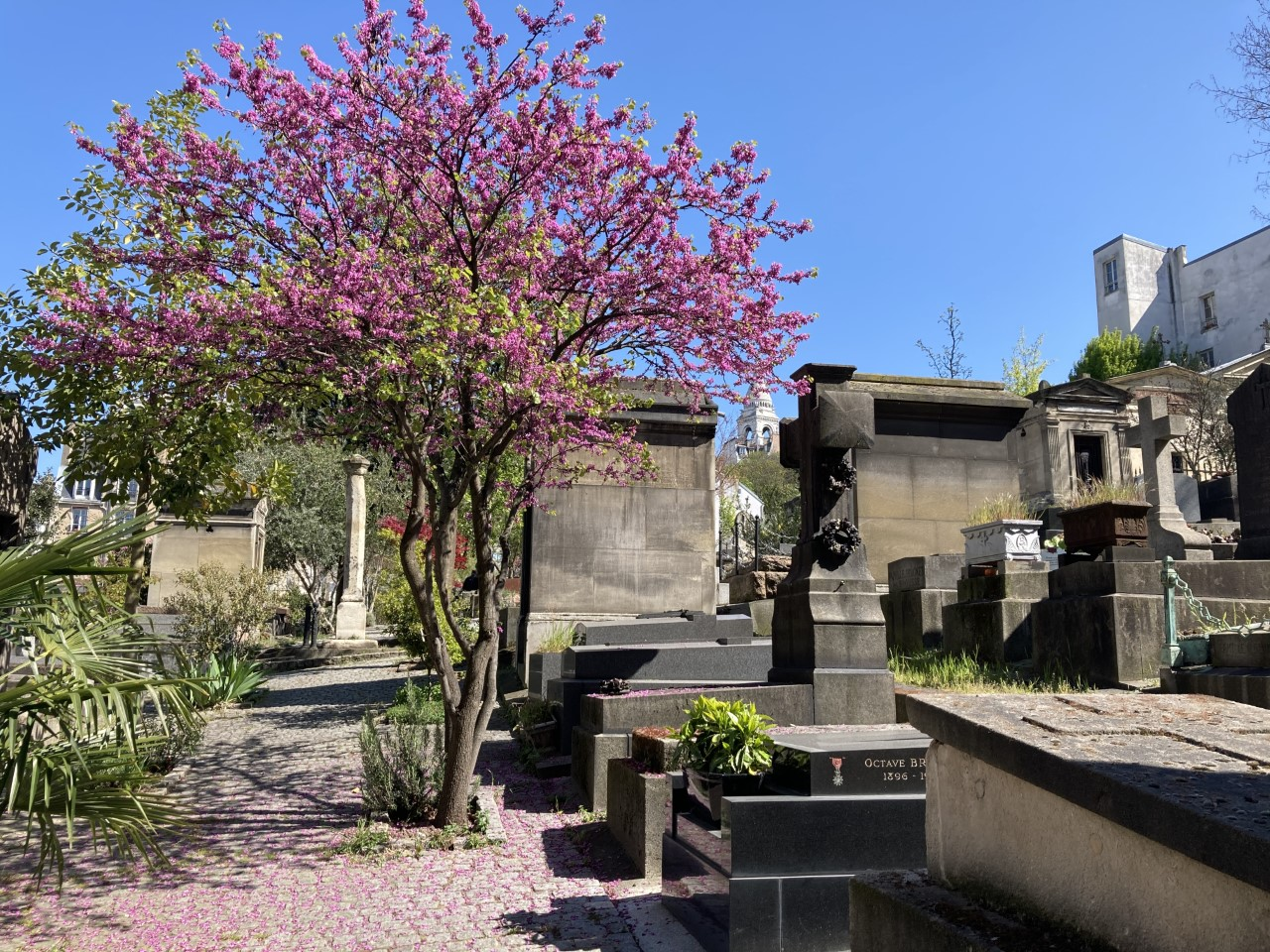
Allée principale.
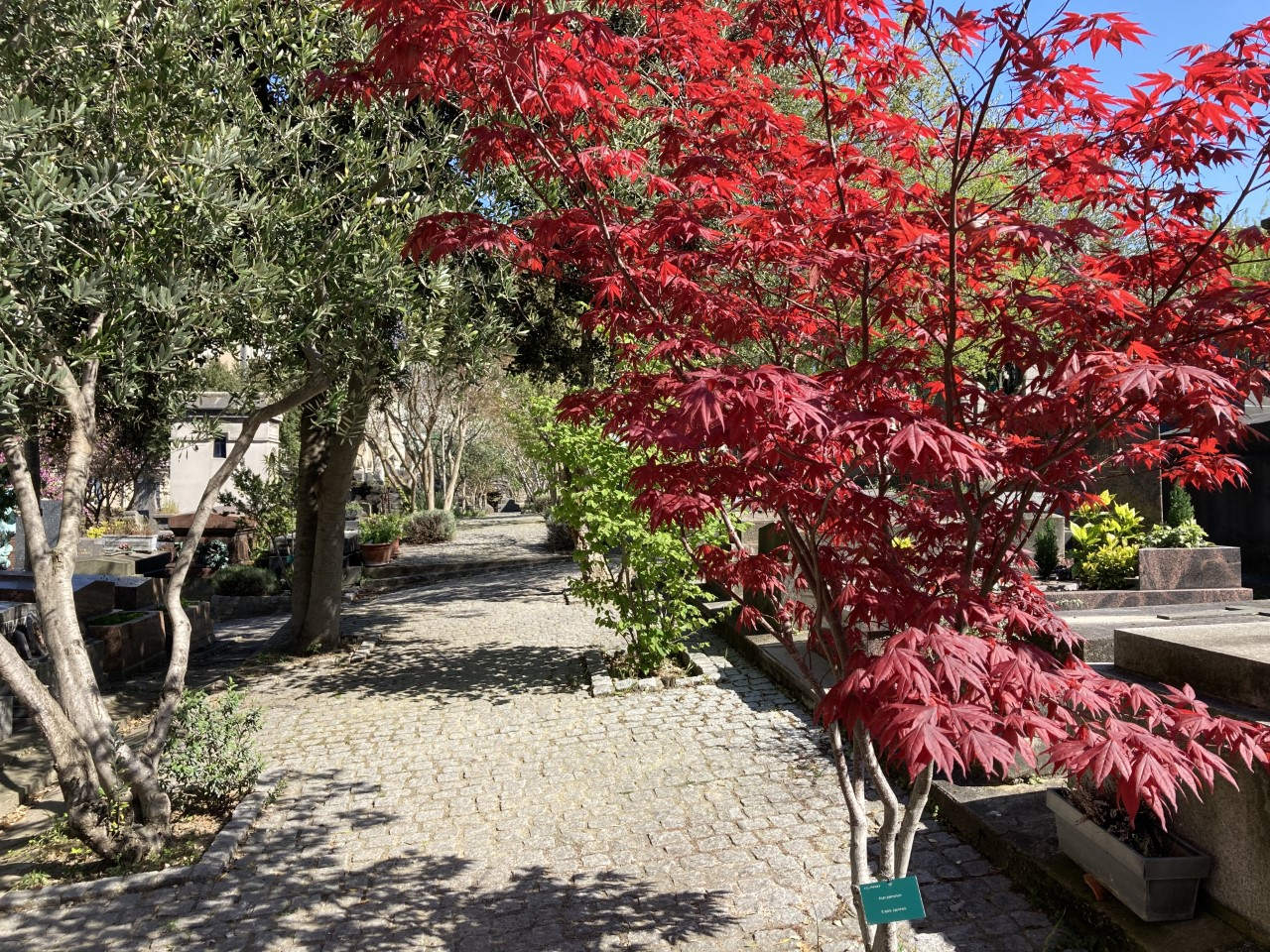
Avenue transversale.
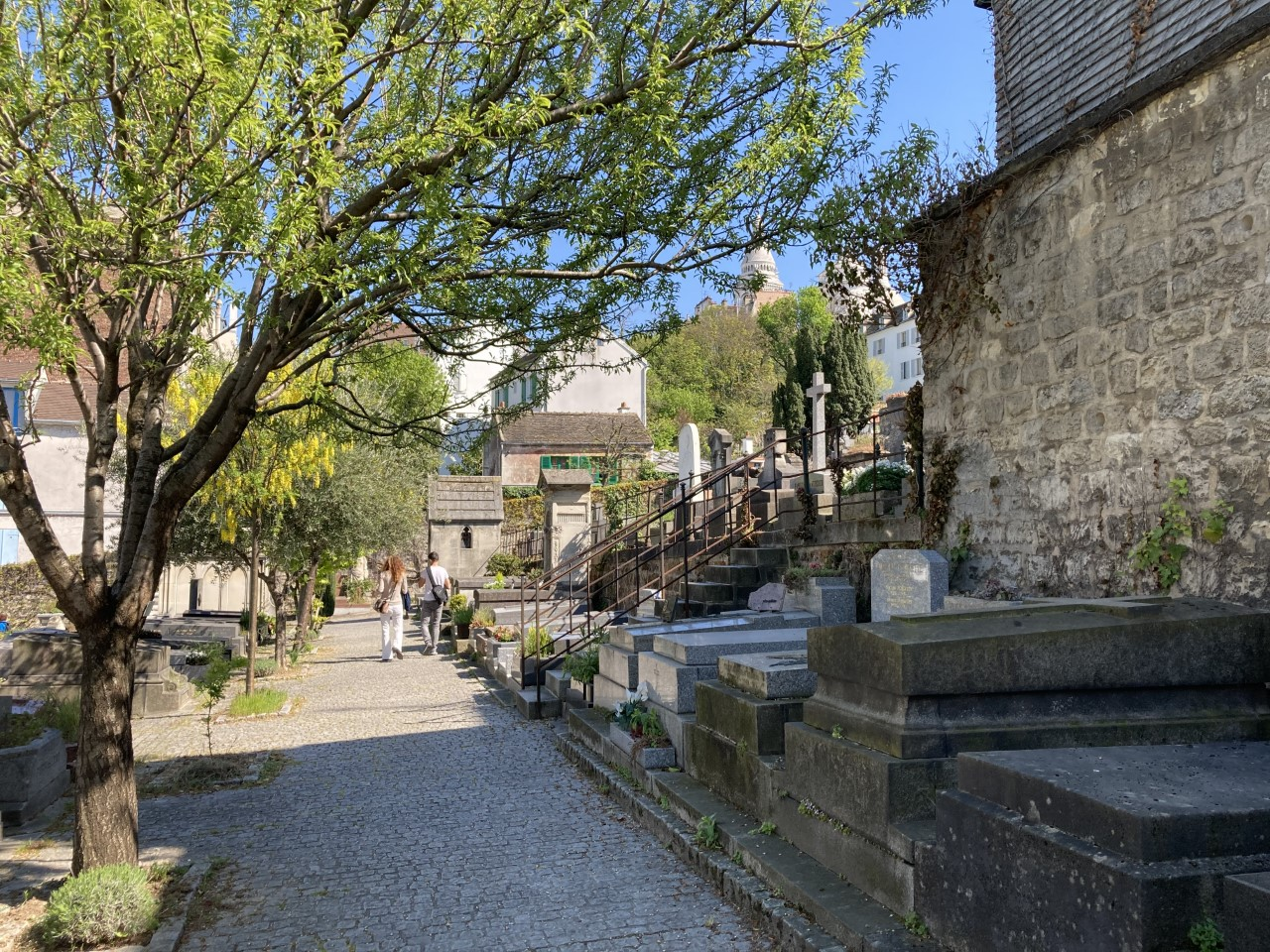
Avenue Saint-Vincent.

## Personnalités inhumées
Le cimetière Saint-Vincent compte près de 900 tombes. Parmi elles, celles de :
- Haut – A
- B
- C
- D
- E
- F
- G
- H
- I
- J
- K
- L
- M
- N
- O
- P
- Q
- R
- S
- T
- U
- V
- W
- X
- Y
- Z

### A
| Nom                                                      | Métier                                                                                 | Division     | Photo |
| -------------------------------------------------------- | -------------------------------------------------------------------------------------- | ------------ | ----- |
| Jules Adler (1865-1952)                                  | peintre surnommé « le peintre des humbles »                                            | 4e division  |       |
| Anouk Aimée (1932-2024)                                  | Actrice                                                                                | 5e division  |       |
| Janine Alajouanine (1893-1988)                           | Peintre, sculpteur et graveur                                                          | 1re division |       |
| Léontine Pauline Aubart, dite Ninette Aubart (1887-1964) | Chanteuse et danseuse au Lapin Agile, à Montmartre et rescapée du naufrage du Titanic, | 2e division  |       |
| Paul Aumonier (1872-1944)                                | Chanteur d'opéra                                                                       | 2e division  |       |
| Marcel Aymé (1902-1967)                                  | écrivain                                                                               | 10e division |       |

- Haut – A
- B
- C
- D
- E
- F
- G
- H
- I
- J
- K
- L
- M
- N
- O
- P
- Q
- R
- S
- T
- U
- V
- W
- X
- Y
- Z

### B
| Nom                              | Métier                                                                                               | Division     | Photo |
| -------------------------------- | --- | ------------ | ----- |
| Harry Baur (1880-1943)           | acteur                                                                                               | 9e division  |       |
| Jacques Edmé Bazin (1762-1833)   | maire de Montmartre et fondateur de ce cimetière en 1831                                             | 12e division |       |
| Mireille Berthon (1889-1955)     | Soprano                                                                                              | 2e division  |       |
| Henri Borde (1928-2002)          | restaurateur, propriétaire du restaurant « Au Cadet de Gascogne » et du restaurant « chez Patachou » | 13e division |       |
| Eugène Boudin (1824-1898)        | peintre                                                                                              | 12e division |       |
| Pierre Joseph Bussoz (1872-1958) | inventeur du Bussophone, qui ressemble à un Juke-box                                                 | 9e division  |       |

- Haut – A
- B
- C
- D
- E
- F
- G
- H
- I
- J
- K
- L
- M
- N
- O
- P
- Q
- R
- S
- T
- U
- V
- W
- X
- Y
- Z

### C
| Nom                                       | Métier | Division     | Photo |
| ----------------------------------------- | --- | ------------ | ----- |
| Édouard Carlier (1933-2003)               | restaurateur, propriétaire du restaurant « Au Beauvilliers »                                                                    | 9e division  |       |
| Marcel Carné (1906-1996)                  | cinéaste | 4e division  |       |
| Louis-Robert Carrier-Belleuse (1848-1913) | peintre et sculpteur | 2e division  |       |
| Jacqueline Cazalières (1913-1988)         | peintre | 2e division  |       |
| Claude Charpentier (1909-1995)            | architecte et urbaniste, père de Jean-Marie Charpentier                                                                         | 13e division |       |
| Jean-Marie Charpentier (1939-2010)        | architecte et urbaniste, fils de Claude Charpentier                                                                             | 13e division |       |
| Joseph Chéret (1838-1894)                 | sculpteur et céramiste | 5e division  |       |
| Jules Chéret (1836-1932)                  | peintre et affichiste | 5e division  |       |
| Luigi Chialiva (it) (1841-1914)           | Peintre | 6e division  |       |
| Eugène Léon Cornuché (1867-1926)          | entrepreneur français, propriétaire du restaurant Maxim's, gérant du casino de Trouville, puis fondateur du casino de Deauville | 4e division  |       |
| Stanislas Courbe (1886-1971)              | prélat, évêque auxiliaire de Paris                                                                                              | ?            |       |

- Haut – A
- B
- C
- D
- E
- F
- G
- H
- I
- J
- K
- L
- M
- N
- O
- P
- Q
- R
- S
- T
- U
- V
- W
- X
- Y
- Z

### D
| Nom                                                    | Métier                                                                                                   | Division     | Photo |
| ------------------------------------------------------ | --- | ------------ | ----- |
| Jean-Gabriel Daragnès (1886-1950)                      | peintre et graveur                                                                                       | 14e division |       |
| Famille Debray                                         | meuniers des dames bénédictines de l'abbaye de Montmartre depuis le XVIe siècle au moulin de la Galette, | 13e division |       |
| Roland Dorgelès (1885-1973)                            | écrivain                                                                                                 | 13e division |       |
| Jean-François Delmas dit Francisque Delmas (1861-1933) | baryton-basse                                                                                            | 10e division |       |
| René Dumesnil (1879-1967)                              | musicien et critique littéraire                                                                          | 8e division  |       |
| Alexandre Dumez (1864-1932)                            | ingénieur spécialisé dans le béton armé, fondateur de l'entreprise Dumez                                 | 2e division  |       |

- Haut – A
- B
- C
- D
- E
- F
- G
- H
- I
- J
- K
- L
- M
- N
- O
- P
- Q
- R
- S
- T
- U
- V
- W
- X
- Y
- Z

### F
| Nom                          | Métier                                                                                   | Division    | Photo |
| ---------------------------- | ---------------------------------------------------------------------------------------- | ----------- | ----- |
| Cândido de Faria (1849-1911) | caricaturiste, peintre, lithographe et affichiste brésilien                              | 7e division |       |
| Roger Ferréol (1880-1959)    | comédien marseillais, directeur des théâtres des Deux-Ânes, de Dix heures et du Perchoir | 5e division |       |

- Haut – A
- B
- C
- D
- E
- F
- G
- H
- I
- J
- K
- L
- M
- N
- O
- P
- Q
- R
- S
- T
- U
- V
- W
- X
- Y
- Z

### G
| Nom                               | Métier                                                                                  | Division     | Photo |
| --------------------------------- | --------------------------------------------------------------------------------------- | ------------ | ----- |
| André Gabriello (1896-1975)       | acteur enterré avec sa fille Suzanne Gabriello                                          | 3e division  |       |
| Suzanne Gabriello (1932-1992)     | actrice et chanteuse enterrée avec son père André Gabriello                             | 3e division  |       |
| Gazi le Tatar                     | nom d'artiste de Gazi Igna Ghirei (ca 1900-1975), artiste peintre et poète montmartrois | 12e division |       |
| Émile Goudeau (1849-1906)         | journaliste et poète, enterré avec Henri Paillard                                       | 6e division  |       |
| André Granet (1881-1974)          | architecte                                                                              | 3e division  |       |
| David Gruby (1810-1898)           | médecin hongrois                                                                        | 13e division |       |
| Georges Guignard (1861-1935)      | peintre                                                                                 | 4e division  |       |
| Arthur Edmond Guillez (1885-1916) | peintre, graveur                                                                        | 9e division  |       |

- Haut – A
- B
- C
- D
- E
- F
- G
- H
- I
- J
- K
- L
- M
- N
- O
- P
- Q
- R
- S
- T
- U
- V
- W
- X
- Y
- Z

### H
| Nom                         | Métier      | Division    | Photo |
| --------------------------- | ----------- | ----------- | ----- |
| Arthur Honegger (1892-1955) | compositeur | 8e division |       |

- Haut – A
- B
- C
- D
- E
- F
- G
- H
- I
- J
- K
- L
- M
- N
- O
- P
- Q
- R
- S
- T
- U
- V
- W
- X
- Y
- Z

### I
| Nom                                   | Métier                          | Division     | Photo |
| ------------------------------------- | ------------------------------- | ------------ | ----- |
| Désiré-Émile Inghelbrecht (1880-1965) | compositeur et chef d'orchestre | 12e division |       |

- Haut – A
- B
- C
- D
- E
- F
- G
- H
- I
- J
- K
- L
- M
- N
- O
- P
- Q
- R
- S
- T
- U
- V
- W
- X
- Y
- Z

### K
| Nom                           | Métier | Division     | Photo |
| ----------------------------- | --- | ------------ | ----- |
| Édouard Kleinmann (1844-1927) | communard, maire du 18e arrondissement de Paris de 1906 à 1926 enterré avec l'aquarelliste Alice Kleinmann (1876-1939) | 12e division |       |

- Haut – A
- B
- C
- D
- E
- F
- G
- H
- I
- J
- K
- L
- M
- N
- O
- P
- Q
- R
- S
- T
- U
- V
- W
- X
- Y
- Z

### L
| Nom                               | Métier                                                 | Division     | Photo |
| --------------------------------- | ------------------------------------------------------ | ------------ | ----- |
| Roger Lacourière (1892-1966)      | graveur et imprimeur                                   | 8e division  |       |
| Frédéric Lagnau (1967-2010)       | compositeur, pianiste, chef de chant à l'Opéra Garnier | 8e division  |       |
| Ernest Hubert Lavigne (1834-1893) | sculpteur                                              | 12e division |       |
| Marcel Legay (1851-1915)          | chansonnier                                            | 6e division  |       |
| Anatole Le Grandais (1838-1906)   | homme politique                                        | 13e division |       |
| Roland Lesaffre (1927-2009)       | acteur                                                 | 4e division  |       |

- Haut – A
- B
- C
- D
- E
- F
- G
- H
- I
- J
- K
- L
- M
- N
- O
- P
- Q
- R
- S
- T
- U
- V
- W
- X
- Y
- Z

### M
| Nom                                  | Métier                               | Division     | Photo |
| ------------------------------------ | ------------------------------------ | ------------ | ----- |
| Georges Maurice Mauricet (1888-1968) | acteur                               | 14e division |       |
| Gaston Méliès (1852-1915)            | réalisateur, frère de Georges Méliès | ?            |       |
| Michou (1931-2020)                   | directeur de cabaret                 | 12e division |       |
| Louis Jacques Monteil (1897-1987)    | peintre                              | 11e division |       |

- Haut – A
- B
- C
- D
- E
- F
- G
- H
- I
- J
- K
- L
- M
- N
- O
- P
- Q
- R
- S
- T
- U
- V
- W
- X
- Y
- Z

### N
| Nom                     | Métier                                     | Division     | Photo |
| ----------------------- | ------------------------------------------ | ------------ | ----- |
| Robert Naly (1900-1984) | Peintre, graveur, cartonnier et décorateur | 12e division |       |

- Haut – A
- B
- C
- D
- E
- F
- G
- H
- I
- J
- K
- L
- M
- N
- O
- P
- Q
- R
- S
- T
- U
- V
- W
- X
- Y
- Z

### P
| Nom                                                                                         | Métier                                                       | Division     | Photo |
| ------------------------------------------------------------------------------------------- | ------------------------------------------------------------ | ------------ | ----- |
| Henri Paillard (1846-1912)                                                                  | peintre, graveur et illustrateur, enterré avec Émile Goudeau | 6e division  |       |
| Eugène Paul dit Gen Paul (1895-1975)                                                        | peintre                                                      | 10e division |       |
| Paul Gérard dit Paul Paulo (1895-1977) avec sa femme la chanteuse Yvonne Darle (1902-1994). | chanteur de variétés, propriétaire du Lapin Agile            | 12e division |       |
| Maman Perdon (1872-1954)                                                                    | infirmière major                                             | 2e division  |       |
| Germaine Pichot (1880-1948)                                                                 | danseuse, dirigeante de La Maison Rose de la rue des Saules  |              |       |
| Ramon Pichot (1871-1925)                                                                    | peintre                                                      |              |       |
| Claude Pinoteau (1925-2012)                                                                 | cinéaste                                                     | 3e division  |       |
| Ludovic-Rodo Pissarro (1878-1952)                                                           | peintre                                                      | 12e division |       |
| Nicolas Platon-Argyriades (1888-1968)                                                       | céramiste                                                    | 13e division |       |
| Lazare Pytkowicz (1928-2004)                                                                | résistant, Compagnon de la Libération                        | 8e division  |       |

- Haut – A
- B
- C
- D
- E
- F
- G
- H
- I
- J
- K
- L
- M
- N
- O
- P
- Q
- R
- S
- T
- U
- V
- W
- X
- Y
- Z

### Q
| Nom                                | Métier                                    | Division    | Photo |
| ---------------------------------- | ----------------------------------------- | ----------- | ----- |
| Gustave Victor Quinson (1863-1943) | auteur dramatique et directeur de théâtre | 9e division |       |

- Haut – A
- B
- C
- D
- E
- F
- G
- H
- I
- J
- K
- L
- M
- N
- O
- P
- Q
- R
- S
- T
- U
- V
- W
- X
- Y
- Z

### R
| Nom                               | Métier                                               | Division     | Photo |
| --------------------------------- | ---------------------------------------------------- | ------------ | ----- |
| Max Révol (1894-1967)             | acteur                                               | 13e division |       |
| Ludovic-Rodo Pissarro (1878-1952) | artiste peintre et graveur, fils de Camille Pissarro | 12e division |       |
| Alain Romans (1905-1988)          | compositeur (jazz, cinéma)                           | 10e division |       |
| Georges Rose (1895-1951)          | peintre                                              | 12e division |       |

- Haut – A
- B
- C
- D
- E
- F
- G
- H
- I
- J
- K
- L
- M
- N
- O
- P
- Q
- R
- S
- T
- U
- V
- W
- X
- Y
- Z

### S
| Nom                                      | Métier                     | Division     | Photo |
| ---------------------------------------- | -------------------------- | ------------ | ----- |
| Xavier Schoellkopf (1869-1911)           | architecte art nouveau     | 14e division |       |
| Paul Sédir (Yvon Le Loup) (1871-1926)    | écrivain, philosophe       | 4e division  |       |
| Théophile Alexandre Steinlen (1859-1923) | peintre                    | 14e division |       |
| Paul Fischer dit Stello (1882-1945)      | Chansonnier du Lapin Agile | 3e division  |       |

- Haut – A
- B
- C
- D
- E
- F
- G
- H
- I
- J
- K
- L
- M
- N
- O
- P
- Q
- R
- S
- T
- U
- V
- W
- X
- Y
- Z

### T
| Nom                                | Métier                                                     | Division    | Photo |
| ---------------------------------- | ---------------------------------------------------------- | ----------- | ----- |
| Auguste Désiré Ternois (1881-1928) | journaliste et fondateur de l'Orphelinat général de France | 9e division |       |

- Haut – A
- B
- C
- D
- E
- F
- G
- H
- I
- J
- K
- L
- M
- N
- O
- P
- Q
- R
- S
- T
- U
- V
- W
- X
- Y
- Z

### U
| Nom                         | Métier                                          | Division    | Photo |
| --------------------------- | ----------------------------------------------- | ----------- | ----- |
| Maurice Utrillo (1883-1955) | peintre, enterré avec sa femme Lucie            | 4e division |       |
| Lucie Valore (1878-1965)    | peintre, enterrée avec son mari Maurice Utrillo | 4e division |       |

- Haut – A
- B
- C
- D
- E
- F
- G
- H
- I
- J
- K
- L
- M
- N
- O
- P
- Q
- R
- S
- T
- U
- V
- W
- X
- Y
- Z

### V
| Nom                             | Métier                                                | Division     | Photo |
| ------------------------------- | ----------------------------------------------------- | ------------ | ----- |
| Andrée Vaurabourg (1894-1980)   | Pianiste                                              | 8e division  |       |
| Romain Vigouroux (1831-1911)    | médecin                                               | 14e division |       |
| Miguel Villabella (1892-1954)   | ténor l'Opéra-Comique et de l'Opéra                   | 12e division |       |
| Hélène Villefranche (1879-1951) | mystique, fondatrice des Auxiliaires du Cœur de Jésus | 12e division |       |

- Haut – A
- B
- C
- D
- E
- F
- G
- H
- I
- J
- K
- L
- M
- N
- O
- P
- Q
- R
- S
- T
- U
- V
- W
- X
- Y
- Z

### Y
| Nom                   | Métier                                                  | Division    | Photo |
| --------------------- | ------------------------------------------------------- | ----------- | ----- |
| Paul Yaki (1883-1964) | écrivain et historien, fondateur du musée de Montmartre | 3e division |       |

- Haut – A
- B
- C
- D
- E
- F
- G
- H
- I
- J
- K
- L
- M
- N
- O
- P
- Q
- R
- S
- T
- U
- V
- W
- X
- Y
- Z